# 미코얀-구레비치 MiG-17
미코얀구레비치 MiG-17(러시아어: Микоян и Гуревич МиГ-17)은 소련의 제트 전투기이다. 1952년 소련을 비롯한 동독, 폴란드, 중국 등에 최초로 배치되었다. NATO 식별명은 프레스코(Fresco)이며 미국 공군에서는 Type 38이라 하였다.

## 개발
MiG-17의 기본적인 설계 사양은 MiG-15를 바탕으로 한 것이다. 이에 따라 초기 미그기 특유의 후퇴익으로 디자인 되었다. 주익의 내측 후퇴각은 45°, 외측 후퇴각은 42°이다. MiG-15와 동일한 클리모프 VK-1 형 제트 엔진을 탑재하였다. 미그-15와 비교할 때 가장 눈에 띄는 특징은 윙 펜스가 3중이라는 점이다. Mig-15의 윙 펜스는 2중이다. 시제기는 SI라 불렸으며 1950년 1월 14일 이반 이바쉬첸코가 처녀 비행에 성공하였다.

## 특징
MiG-17은 기본적으로 공중전을 수행하는 전투기로 개발되었다. 주 무장으로는 2정의 NR-23 23mm 기관포와 1정의 N-37 37mm 기관포 등 3정의 기관포가 탑재되었다. 후일 파생 기종은 MiG-17P와 MiG-17PF에서는 레이다를 탑재하기 위하여 N-37 기관총을 NR-23으로 대체하였다. MiG-17은 400L의 보조 연료 탱크와 250Kg의 폭탄 2발을 함께 탑재할 수 있었다. 또한, MiG-17PF는 공대공 미사일인 칼리닌그라드 K-5 4기를 탑재할 수 있었다.

## 실전 배치
베트남 전쟁에서 MiG-17의 주요 임무는 폭격기의 격추였으며 전투기 사이의 격추전은 주요 임무가 아니었다.

## 북한
1965년, 두 대의 북한 미그-17기가 동해에서 미 공군의 RB-47H 정찰기를 공격하여 타격을 입혔다.
1966년 9월 조선로동당과 베트남노동당 군부 대표들은 <북베트남에 대한 파괴 전쟁 중 미국 제국주의자들과 싸울 다수의 북한 조종사를 보내기 위한 의정서>를 체결했다. 다음과 같은 내용이다. "1966년 10월 말부터 11월 초 사이에 북한은 베트남의 미그-17 (Mig-17) 부대를 담당할 조종사들을 보낸다. 1966년 말 또는 1967년 초 베트남에 충분한 전투기가 준비되면 북한은 베트남의 두 번째 미그-17 부대를 담당할 조종사들을 보낸다. 1967년 중 북한은 조종사를 준비하고 베트남은 전투기를 준비하면 북한이 베트남의 미그-21 부대를 담당할 조종사를 보낸다" 이와 관련해, 미국 국무부는 1967년 8월 북한에 파견되었던 폴란드 군사전문가의 정보를 바탕으로 그 무렵 북한이 북베트남에 30명의 조종사와 미그-21 전투기 10대를 보냈다고 확인했다.
2014년 7월, 곡산 비행장은 북한 공군의 최남단 주 작전기지로, 북한의 주력 전투기인 미그-17기와 미그-21기 등 50여 대가 배치되어 있다. 이 전투기들이 고속으로 남하하면 5분이면 서울에 도달할 수 있다.
2016년 4월 17일, 외교부가 공개한 1980년대 전후 외교문서에 따르면 아프리카 자이르의 바비아 종비 말로비아 참모총장은 1979년 10월 방한했을 때 우리 군 합참의장을 만나 "본인이 북한 방문시 (북한은) 미그-17, 미그-21기까지도 여자 조종사가 조종한다면서 이들은 월남전쟁시 월맹을 지원한 바도 있다고 들었다"고 밝혔다. 말로비아 참모총장은 앞서 1974년 12월 당시 자이르의 모부루 대통령이 방북했을 때 특별보좌관으로 수행했다.

## 제원 (MiG-17F)
일반 특성
- 승무원: 1명
- 길이: 11.264 m (36 ft 11 in)
- 날개폭: 9.628 m (31 ft 7 in)
- 높이: 3.8 m (12 ft 6 in)
- 날개면적: 22.6 m2 (243 sq ft)
- 기체중량: 3,919 kg (8,640 lb)
- 만재중량: 5,340 kg (11,773 lb)
- 최대이륙중량: 6,069 kg (13,380 lb)
- 엔진: 1 × Klimov VK-1F afterburning centrifugal-flow turbojet engine
  - 26.5 kN (6,000 lbf) thrust dry
  - 33.8 kN (7,600 lbf) with afterburner

성능
- 최고속도:
  - 1,100 km/h (680 mph, 590 kn) M0.89 at sea level
  - 1,145 km/h (711 mph; 618 kn) / M0.93 at 3,000 m (9,800 ft) with reheat
- 순항거리: 2,020 km (1,260 mi, 1,090 nmi) at 12,000 m (39,000 ft) with 2 × 400 l (110 US gal; 88 imp gal) drop-tanks
- 운용고도: 16,600 m (54,500 ft)
- 상승률: 65 m/s (12,800 ft/min)
- 추력대중량비: 0.63

무장
- 기관포:
  - 2 × 23 mm (0.906 in) Nudelman-Rikhter NR-23 autocannon (80 rounds per gun, 160 rounds total)
  - 1 × 37 mm Nudelman N-37 autocannon (40 rounds total)
- 하드포인트: 2개, 최대무장량 500 kg (1,100 lb)
  - 로켓: 2 × UB-16-57 로켓포드, S-5 로켓 각각 16발
  - 폭탄: 2 × 250 kg (550 lb) 폭탄

## 같이 보기
- 청두 J-7